# Sticherus tomentosus
Sticherus tomentosus är en ormbunkeart som först beskrevs av Antonio José Cavanilles och Olof Peter Swartz, och fick sitt nu gällande namn av Alan Reid Smith. Sticherus tomentosus ingår i släktet Sticherus och familjen Gleicheniaceae. Inga underarter finns listade.